# Ivan Příkaský
Ivan Příkaský (* 2. prosince 1959, Ratíškovice) je český tanečník baletu a bývalý sólista baletu Národního divadla Brno.

## Život
Narodil se v Ratíškovicích u Hodonína. Mezi roky 1975 až 1980 studoval Taneční konzervatoř v Brně. Po dokončení studií přijal angažmá v baletu Národního divadla Brno, kde se stal v roce 1988 sólistou baletu. Díky svému výraznému mužnému typu a mimořádné schopnosti vytváření charakterů hrával především role současného repertoáru, ale kvůli herecké přesvědčivostí ztvárnil i postavy v klasických baletech. Vystoupil zde jako například Kazakov a Armen v Gajané, Hillarion v Giselle, Bratr Dominik v Janě z Arku na hranici, Rudovous v Labutím jezeře, Ferchad v Legendě o lásce, Myší král v Louskáčkovi, Sir Walsingham v Marii Stuartovně, Simona v Marné opatrnosti, Frollo v Notre Dame de Paris, Mandarín v Podivuhodném mandarínovi, Král Marek v Příběhu o Tristanovi a Isoldě, Benvolio, Tybalt a Kapulet v Romeovi a Julii, Princ a Ježibaba ve Sněhurce a sedmi trpaslících, Theseus ve Snu noci svatojanské, Sultán v Šeherezádě, Oidipus ve Škrtiči, Baron Zeta ve Veselé vdově, Černý myslivec ve Viktorce, Adam ve Věčných písních, Princ a Krejčík ve Z pohádky do pohádky, Petruccio ve Zkrocení zlé ženy a titulní roli v Petruškovi a v oratoriu Oedipus Rex. Poté, co v roce 2009 ukončil pozici sólisty baletu, nadále pokračoval v tomto divadle jako baletní mistr.
V roce 1989 získal Cenu Českého literárního fondu a v roce 1995 byl nominován na cenu Thálie v oboru balet, pantomima a současný tanec za roli Bratra Dominika v inscenaci Janě z Arku na hranici. Tu obdržel za rok 1999 za roli Sira Walsinghama v inscenaci Marii Stuartovně.